# Skepta
Джозеф Олайтан Аденуга молодший (англ. Joseph Olaitan Adenuga; народився 19 вересня 1982 року), професійно знаний як Skepta, британський грайм-МС, репер, автор пісень і продюсер.

## Ранні роки
Джозеф Олайтан Аденуга-молодший народився 19 вересня 1982 року в сім'ї нігерійських батьків, за походженням йоруба (по батькові) та ігбо (по материнській лінії) в Тоттенгемі, Північний Лондон. Він старший із чотирьох дітей; один його брат — колега-музикант Jme, сестра — радіоведуча Джулі, інший брат — графічний дизайнер Джейсон.

## Кар'єра

### 2003—2006: Початок кар'єри та Greatest Hits
Спочатку Skepta був ді-джеєм грайм-колективу Meridian Crew з Тоттенема. The Meridian Crew виконував сети або сесії на піратському радіо (особливо Heat FM 96.6), де інші члени команди іноді називали його «Scoopa Daniels». На початку своєї кар'єри Skepta випустив інструментальні композиції, зокрема «DTI (Pirate Station Anthem)» і «Private Caller».
Skepta почав діяльність як MC незадовго до того, як Meridian Crew розпався у 2005 році, після чого разом зі своїм братом Jme приєднався до Roll Deep на короткий проміжок часу, перш вони заснували Boy Better Know у 2006 році. Wiley переконав Skepta стати MC після того, як поліція забрала у нього записи. Після створення Boy Better Know, Skepta зустрівся на батлі з колегою MC Devilman для DVD Lord of the Mics 2, що стало одним з найбільших батлів в історії грайму. Незабаром після цього Skepta випустив мікстейп під назвою «Joseph Junior Adenuga». Skepta випустив дебютний альбом Greatest Hits 17 вересня 2007 року на лейблі Boy Better Know.

### 2008—2011: Microphone Champion та Doin' It Again
Skepta самостійно випустив перший сингл «Rolex Sweep» у вересні 2008 року і він досяг 89 місця в UK Singles Chart. Потім випустив альбом Microphone Champion 1 червня 2009 року. Потім випустив сингл «Too Many Man» з Jme, Wiley, Frisco і Shorty, який потрапив у чарт під номером 79. Skepta випустив п'ять синглів зі свого третього студійного альбому Doin It Again, три сингли потрапили в топ-40 UK Singles Chart, «Rescue Me» став найуспішнішим під номером 14. 2011 року Skepta викликав суперечки, випустивши хардкорне музичне відео на сингл «All Over the House».

### 2012–дотепер: Blacklisted, Konnichiwa та Ignorance Is Bliss
У 2012 році Skepta випустив два сингли зі свого четвертого майбутнього альбому. І «Hold On», і «Make Peace Not War» увійшли до 40 найпопулярніших синглів у Великій Британії, але відрізнялися від звичного звучання Skepta. Другий альбом Skepta на мейджор-лейблі мав вийти у четвертому кварталі 2011 року під назвою The Honeymoon, але був відкладений до 2012 року. Після невтішної відповіді від перших двох синглів Skepta вирішив випустити мікстейп під назвою Blacklisted. Він вийшов 2 грудня 2012 року разом із музичними відео на підтримку релізу до релізу.
У березні 2014 року Skepta написав куплет для реміксу на «German Whip» від Meridian Dan, і в тому ж місяці він випустив новий сингл «That's Not Me», за участю свого брата Jme, який зайняв 21-е місце у Великій Британії. Музичний кліп на сингл здобув нагороду за найкраще відео на MOBO Awards 2014. Отримавши нагороду, Skepta заявив, що відео коштувало йому £80. Наприкінці 2014 року Skepta випустив ще один сингл «It Ain't Safe» за участю ASAP Bari. За цим на початку 2015 року вийшов «Shutdown», а також композиції «Red Eye to Paris» від Flatbush Zombies та ремікс на «Ojuelegba» від Wizkid, також за участю Дрейка. Скепта та інші приєдналися до Каньє Веста на несподіваному шоу в Лондоні, виконуючи разом численні пісні під час спільного сету. Він також був названий одним із 50 найкраще одягнених британців за версією GQ у 2015 році.
В інтерв'ю було сказано, що акторський дебют Skepta відбувся у 2015 році у фільмі Antisocial. 14 лютого 2016 року Skepta випустив «Ladies Hit Squad» за участю грайм-виконавця D Double E та американського репера ASAP Nast з нью-йоркської групи ASAP Mob. Через допис в Instagram Skepta оголосив, що його альбом Konnichiwa має вийти 6 травня 2016 року. Konnichiwa став грайм-альбомом з найвищим рейтингом, посівши друге місце в музичних чартах Великої Британії. Реліз Konnichiwa був відзначений вечіркою, яка відбулася 5 травня 2016 року в Токіо та транслювалася в прямому ефірі на Boiler Room, де відбулося живе виконання всього альбому від Skepta та виступи японських виконавців Trap Kohh, Dutch Montana, Loota та DJ. Ricky.
16 квітня 2017 року на фестивалі музики та мистецтв у долині Коачелла, Skepta розпочав свій тур із двох частин і 14 шоу.
Skepta випустив EP Vicious 31 жовтня 2017 року з піснями за участю ASAP Rocky, Lil B і Section Boyz. Влітку 2017 року на андеграундній танцювальній сцені з'явилися чутки про співпрацю Skepta та піонера драм-н-бейс Goldie. Це було підтверджено в мемуарах Goldie 2017 року All Things Remembered, де йдеться про те, що він написав трек зі Skepta. Його ще не випустили.
Skepta з'явився у пісні ASAP Rocky «Praise the Lord (Da Shine)», яка вийшла в травні 2018 року. Сингл потрапив у чарти Billboard Hot 100. Також у травні Skepta випустив сингл «Pure Water», який досяг 78-го місця у Великій Британії.
У грудні 2019 року він з'явився в ролі самого себе у грі Grand Theft Auto Online як радіоведучий з Денні Брауном. Він також співпрацював з Gorillaz і Тоні Алленом над піснею «How Far?» у травні 2020 року.
30 липня 2021 року Skepta випустив EP All In.

## Дискографія

### Студійні альбоми
- Greatest Hits (2007)
- Microphone Champion (2009)
- Doin' It Again (2011)
- Konnichiwa (2016)
- Ignorance Is Bliss (2019)

### Спільні роботи
- Insomnia (з Chip та Young Adz) (2020)

### Мікстейпи
- Joseph Junior Adenuga (2006)
- Been There Done That (2010)
- Community Payback (2011)
- Blacklisted (2012)
- The Tim Westwood Mix (2015)
- All In (2021)